# AvApCo Almirante Hess (BACS 01)
O AvApCo Almirante Hess (BACS 01)  é um Navio de Apoio Costeiro da Marinha do Brasil. Fabricado pelo Estaleiro Indústria Naval do Ceará (INACE), foi incorporado no dia 2 de dezembro de 1983. O nome do navio é uma homenagem ao Contra-Almirante Emílio Júlio Hess da Marinha do Brasil.

## Missão
É uma unidade auxiliar subordinada a Base Almirante Castro e Silva (BACS), base da Flotilha de Submarinos.
Projetado como "Barco para Cobertura de Torpedos em Operações de Submarinos", é uma embarcação especializada na recuperação de torpedos de exercício. Além de sua função primária, tem apoiado o NSS Felinto Perry (K-11) em exercícios de salvamento submarino.

## Características
- Comprimento: 23.55 m (77 pés) [1]